# Cosmelieae
Cosmelieae es una tribu de plantas perteneciente a la familia Ericaceae. El género tipo es: Cosmelia R. Br. Incluye los siguientes géneros:

## Géneros
- Andersonia -
- Cosmelia -
- Sprengelia